# Kalkblaaskorst
Kalkblaaskorst (Thalloidima sedifolium) is een korstmossoort uit de familie Ramalinaceae. Hij leeft in symbiose met een chlorococcoïde alg. 

## Determinatie
Kalkblaaskorst is een korstvormig korstmos met een wrattenachtig thallus met 'blaren' en gezwollen schubben die olijfbruin tot grijsgroen lijken, vooral als ze nat zijn en vaak bedekt zijn met blauwachtig witte berijping. De apotheciën zijn zwart, tot 3 mm breed en meestal mat als ze jong zijn. Het epithecium is grijsachtig, K+ violet. De asci zijn 8-sporig. De ascosporen zijn enkelvoudig gesepteerd en meten 14–25 × 2,5–5 µm.

## Ecologie
Kalkblaaskorst groeit zowel epilitisch als terrestrisch. Het is een typische soort van de kalkrijke duinen. Hij komt voor op kalkrijke grond en duinen, op korte kalkrijke graszoden en in spleten in kalkhoudende rotsen.

## Verspreiding
Kalkblaaskorst komt voor in Midden-Europa, met name in lage bergketens, en wordt als karakteristieke soort van de zogenaamde "kleurrijke aardkorstmossengemeenschap" vaak geassocieerd met Fulgensia fulgens of witgerand grondschubje (Psora decipiens).
In Nederland is kalkblaaskorst zeer zeldzaam. Hij staat op de Nederlandse Rode Lijst in de categorie 'Ernstig Bedreigd'.